# Jackie Lewis
Jack Lewis, född 1 november 1936 i Stroud, Gloucestershire, är en brittisk före detta racerförare. 

## Racingkarriär
Lewis far drev en motorcykelhandel med namnet H&L Motors och Jackies tidiga formelbilskarriär drevs som ett familjeteam under samma namn. Hans framgångar i F1 under säsongen 1961 ledde till viss uppbackning av BRM 1962 under namnet Ecurie Galloise. Mitt i säsongen avslutade Lewis sin racingkarriär och flyttade tillbaka till familjens fårfarm i Wales.

## F1-karriär
| Säsong | Stall/Tillverkare                     | Poäng | Placering |
| ------ | ------------------------------------- | ----- | --------- |
| 1961   | H&L Motors (Cooper-Climax)            | 3     | 13        |
| 1962   | Ecurie Galloise (Cooper-Climax & BRM) | 0     | -         |